# 齊勒爾河

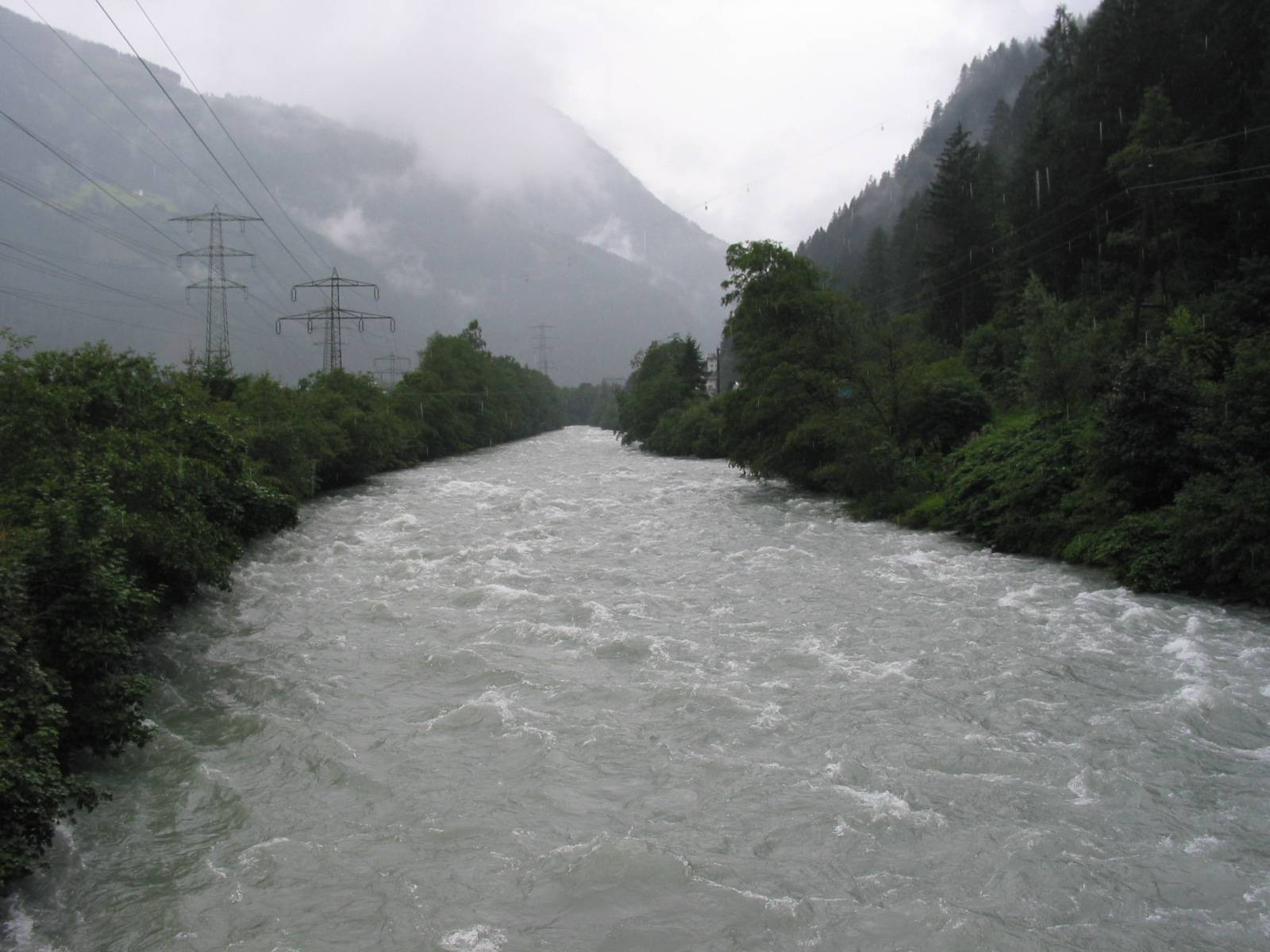

齊勒爾河是奧地利的河流，屬於因河的右支流，發源自齊勒塔爾阿爾卑斯山脈，河道全長56公里，河道全長55.7公里，流域面積1,135平方公里。
47°24′N 11°50′E / 47.400°N 11.833°E